# Tom Poti
Tom Emilio Poti (né le 22 mars 1977 à Worcester, Massachusetts aux États-Unis) est un joueur professionnel américain de hockey sur glace.

## Carrière de joueur
Joueur issu du programme de hockey universitaire américain où il reçoit quelques honneurs individuels, il est sélectionné par les Oilers d'Edmonton en 1996. Après deux saisons avec les Terriers de l'Université de Boston, il rejoint la Ligue nationale de hockey.
Lors de sa première saison à Edmonton, il connaît une saison qui lui permet d'être nommé dans l'équipe d'étoiles de la ligue. Il continue à jouer avec les Oilers avant de rejoindre les Rangers de New York en cours de saison 2001-2002. Cette année-là, il participe aussi aux Jeux olympiques d'hiver de 2002 où il remporte la médaille d'argent avec les États-Unis. La saison suivante, malgré les difficultés de son équipe, il y connaît sa meilleure saison et participe au Match des étoiles de la Ligue nationale de hockey.
Avant la saison 2006-2007, il signe pour le club rival des Rangers, les Islanders de New York. Il n'y reste qu'une saison, signant un contrat de quatre saisons avec les Capitals de Washington au cours de l'été qui suivit.

## Statistiques

### En club
| Saison     | Équipe                           | Ligue      |     | Saison régulière | Saison régulière | Saison régulière | Saison régulière | Saison régulière |   | Séries éliminatoires | Séries éliminatoires | Séries éliminatoires | Séries éliminatoires | Séries éliminatoires |
| Saison     | Équipe                           | Ligue      | PJ  | B                | A                | Pts              | Pun              | PJ               | B | A                    | Pts                  | Pun                  |                      |                      |
| 1992-1993  | St. Peter's-Marian High          | HS         | 55  | 25               | 46               | 71               | -                | -                | - | -                    | -                    | -                    |                      |                      |
| 1993-1994  | Penguins de Cushing Academy      | HS         | 30  | 10               | 35               | 45               | -                | -                | - | -                    | -                    | -                    |                      |                      |
| 1994-1995  | Penguins de Cushing Academy      | HS         | 36  | 17               | 54               | 71               | 35               | -                | - | -                    | -                    | -                    |                      |                      |
| 1994-1995  | Outlaws de Central-Massachusetts | MBAHL      | 8   | 8                | 10               | 18               | -                | -                | - | -                    | -                    | -                    |                      |                      |
| 1995-1996  | Penguins de Cushing Academy      | HS         | 29  | 14               | 59               | 73               | 18               | -                | - | -                    | -                    | -                    |                      |                      |
| 1996-1997  | Terriers de Boston               | NCAA       | 38  | 4                | 17               | 21               | 54               | -                | - | -                    | -                    | -                    |                      |                      |
| 1997-1998  | Terriers de Boston               | NCAA       | 38  | 13               | 29               | 42               | 60               | -                | - | -                    | -                    | -                    |                      |                      |
| 1998-1999  | Oilers d'Edmonton                | LNH        | 73  | 5                | 16               | 21               | 42               | 4                | 0 | 1                    | 1                    | 2                    |                      |                      |
| 1999-2000  | Oilers d'Edmonton                | LNH        | 76  | 9                | 26               | 35               | 65               | 5                | 0 | 1                    | 1                    | 0                    |                      |                      |
| 2000-2001  | Oilers d'Edmonton                | LNH        | 81  | 12               | 20               | 32               | 60               | 6                | 0 | 2                    | 2                    | 2                    |                      |                      |
| 2001-2002  | Oilers d'Edmonton                | LNH        | 55  | 1                | 16               | 17               | 42               | -                | - | -                    | -                    | -                    |                      |                      |
| 2001-2002  | Rangers de New York              | LNH        | 11  | 1                | 7                | 8                | 2                | -                | - | -                    | -                    | -                    |                      |                      |
| 2002-2003  | Rangers de New York              | LNH        | 80  | 11               | 37               | 48               | 60               | -                | - | -                    | -                    | -                    |                      |                      |
| 2003-2004  | Rangers de New York              | LNH        | 67  | 10               | 14               | 24               | 47               | -                | - | -                    | -                    | -                    |                      |                      |
| 2005-2006  | Rangers de New York              | LNH        | 73  | 3                | 20               | 23               | 70               | 4                | 0 | 0                    | 0                    | 2                    |                      |                      |
| 2006-2007  | Islanders de New York            | LNH        | 78  | 6                | 38               | 44               | 74               | 5                | 0 | 3                    | 3                    | 6                    |                      |                      |
| 2007-2008  | Capitals de Washington           | LNH        | 71  | 2                | 27               | 29               | 46               | 7                | 0 | 1                    | 1                    | 8                    |                      |                      |
| 2008-2009  | Capitals de Washington           | LNH        | 52  | 3                | 10               | 13               | 28               | 14               | 2 | 5                    | 7                    | 4                    |                      |                      |
| 2009-2010  | Capitals de Washington           | LNH        | 70  | 4                | 20               | 24               | 42               | 6                | 0 | 4                    | 4                    | 5                    |                      |                      |
| 2010-2011  | Capitals de Washington           | LNH        | 21  | 2                | 5                | 7                | 8                | -                | - | -                    | -                    | -                    |                      |                      |
| 2012-2013  | Bears de Hershey                 | LAH        | 2   | 1                | 0                | 1                | 0                | -                | - | -                    | -                    | -                    |                      |                      |
| 2012-2013  | Capitals de Washington           | LNH        | 16  | 0                | 2                | 2                | 2                | -                | - | -                    | -                    | -                    |                      |                      |
| Totaux LNH | Totaux LNH                       | Totaux LNH | 824 | 69               | 258              | 327              | 588              | 51               | 2 | 17                   | 19                   | 29                   |                      |                      |

### En équipe nationale
| Année | Équipe     | Événement                   | PJ | B | A | Pts | Pun | Résultats         |
| ----- | ---------- | --------------------------- | -- | - | - | --- | --- | ----------------- |
| 1996  | États-Unis | Championnat du monde junior | 6  | 0 | 3 | 3   | 0   | 5e position       |
| 1997  | États-Unis | Championnat du monde junior | 6  | 1 | 2 | 3   | 4   | Médaille d'argent |
| 2002  | États-Unis | Jeux olympiques             | 6  | 0 | 1 | 1   | 4   | Médaille d'argent |

## Trophées et honneurs personnels
- Ligue nationale de hockey
  - 1999 : nommé dans l'équipe d'étoiles des recrues
  - 2003 : participe au Match des étoiles de la Ligue nationale de hockey
- National Collegiate Athletic Association
  - 1997 : nommé dans l'équipe d'étoiles du tournoi des séries éliminatoires
  - 1998 : nommé dans la 1re équipe d'étoiles américaine de la conférence de l'Est
- Hockey East
  - 1998 : nommé dans la 1re équipe d'étoiles

## Transactions en carrière
- 19 mars 2002 : échangé aux Rangers de New York par les Oilers d'Edmonton avec Rem Murray en retour de Mike York et d'un choix de 4e tour (Ivan Koltsov) lors du repêchage d'entrée dans la LNH en 2002.
- 8 juillet 2006 : signe un contrat comme agent libre avec les Islanders de New York.
- 1er juillet 2007 : signe un contrat comme agent libre avec les Capitals de Washington.
- 1er mai 2014 : annonce son retrait de la compétition.